# 사토미를 찾아라
"사토미를 찾아라"는 2014년에 개봉한 대한민국의 영화이다.

## 캐스팅
- 사토미 유리아 : 본인 역
- 곽한구 : 츠요시 역
- 선우철 : 대표 역
- 심채원 : 순영 역
- 안진우 : 자길 역
- 성민규 : 태교 역
- 윤설희 : 미선 역
- 라용 : 은설 / 일본사장 역
- 박장진 : 고조안 역
- 김태현 : 갈치 역
- 권경현 : 산 역
- 강태식 : 형사 1 역
- 김광현 : 형사 2 역